# Lena Hallengren
Lena Ingeborg Hallengren, född 25 december 1973 i Kalmar, är en svensk politiker (socialdemokrat). Hon var Sveriges socialminister mellan 2019 och 2022, och hon är sedan 2022 gruppledare för Socialdemokraterna i Sveriges riksdag.
Hon var förbundssekreterare för SSU åren 1999–2002, ledamot av SSU:s förbundsstyrelse 1995–2002 och ordförande för Kalmar läns SSU-distrikt 1996–1998. Efter riksdagsvalet 2002 utnämndes hon till biträdande utbildningsminister och ungdomsminister i Utbildningsdepartementet och hon fick även i uppdrag att leda socialdemokraternas särskilda ungdomsgrupp. Hon var under 2002 suppleant i EU:s så kallade framtidskonvent som hade till uppgift att diskutera och ta fram förslag till ny EU-konstitution.
Mellan 2006 och 2018 var hon riksdagsledamot, med presidieuppdrag i trafikutskottet, socialutskottet och senast utbildningsutskottet. Den 8 mars 2018 utnämndes hon till barn-, äldre- och jämställdhetsminister efter Åsa Regnér. Efter riksdagsvalet 2018 och perioden av övergångsregering utnämndes hon i januari 2019 till Sveriges socialminister.

## Biografi
Hallengren läste från 1993 till 1996 eller 1997 till lärare vid Högskolan i Kalmar (lärarexamen). Hon har varit aktiv inom politiken sedan mitten av 1990-talet.

### SSU
Hallengren var ledamot av SSU:s förbundsstyrelse 1995–2002.
Hon var även distriktsordförande och firmatecknare för Kalmar läns SSU-distrikt i slutet av 1990-talet. Enligt en granskning som Dagens Nyheter gjorde i mars 2005 visade det sig att SSU Kalmar under Hallengrens ordförandeskap blåst upp Kalmardistriktets medlemssiffror vid ansökan om organisationsstöd hos Regionförbundet. Granskningen visade att distriktet sade sig ha mer än dubbelt så många medlemmar som de som faktiskt hade betalt in medlemsavgift till distriktet, trots att distriktet bara hade rätt till bidrag för medlemmar som betalt medlemsavgiften. Sammanlagt ledde dessa uppblåsta medlemssiffror till att distriktet fick omkring 200 000 kronor för mycket i bidrag 1997 och 1998, och mer inflytande för distriktet inom SSU, då högre medlemssiffror gav fler ombud vid SSU:s kongress. I april 2005 betalade SSU Kalmar tillbaka 400 000 kronor som man felaktigt fått i bidrag. En förundersökning inleddes mot styrelsen för SSU Kalmar för misstänkt bedrägeri, ett brott med en preskriptionstid på fem år. Förundersökningen lades ner i januari 2006 då åklagaren inte kunde styrka brott.
Hallengren slutade som distriktsordförande i SSU Kalmar år 1998. Hon valdes 1999 till förbundssekreterare för SSU, en post som hon lämnade 2002 då hon utsågs till statsråd (förskole- och ungdomsminister samt minister för vuxnas lärande tillhörande Utbildningsdepartementet) i regeringen Persson.
Lena Hallengrens yngre syster, Karin Hallengren, efterträdde henne som SSU Kalmars distriktsordförande, och blev sedermera förbundskassör i SSU.

### Lokalpolitik i Kalmar kommun
Hallengren var tidigare ledamot i kommunstyrelsen i Kalmar kommun och vice ordförande i Kalmar kommunfullmäktige. Hon arbetade även en tid som politisk sekreterare i kommunen.

### Statsråd och riksdagsledamot
Efter valet 2002 blev Hallengren statsråd, då Göran Persson utsåg henne till biträdande utbildningsminister, med ansvar för förskolan och för vuxnas lärande, och ungdomsminister. Hon var då den dittills näst yngsta svenska ministern, efter Ulrica Messing.
Hallengren valdes in i riksdagen i valet 2006. Hon var ledamot av miljö- och jordbruksutskottet 2006–2009, ordförande i trafikutskottet 2009–2010 och suppleant i socialförsäkringsutskottet 2006–2010. Mandatperioden 2010–2014 var hon vice ordförande i socialutskottet och ledamot av krigsdelegationen. Efter riksdagsvalet 2014 var hon ledamot av krigsdelegationen och ordförande i utbildningsutskottet.
8 mars 2018 utsågs Lena Hallengren till ny barn-, äldre- och jämställdhetsminister i regeringen Löfven I, efter avgående Åsa Regnér.
21 januari 2019 utsågs Hallengren till socialminister och chef för Socialdepartementet i Regeringen Löfven II,, och behöll den posten även i Regeringen Löfven III och Regeringen Andersson. Hon var ansvarigt statsråd för regeringens hantering av covid-19-pandemin i Sverige.
Efter riksdagsvalet 2022 entledigades hon den 6 oktober 2022 på egen begäran och blev då gruppledare för Socialdemokraterna i riksdagen.

### Övrigt och privatliv
Hallengren har en lärarexamen från Högskolan i Kalmar, men har aldrig arbetat som lärare. Hon var mellan 2001 och 2022 gift med Jonas Hellberg, som är socialdemokratisk landstingspolitiker i Kalmar län samt ordförande i stiftelsen Kalmar läns museum och Länsmuseernas samarbetsråd. De har tillsammans två barn.